# فرد تومسون
فرد تومسون (بالإنجليزية: Fred Thompson)‏ (1 يناير 1873 في المملكة المتحدة - 1 يناير 1958 في المملكة المتحدة) هو لاعب كرة قدم بريطاني (وحمل سابقاً جنسية المملكة المتحدة لبريطانيا العظمى وأيرلندا) في مركز حراسة المرمى. لعب مع بولتون واندررز ونادي بوري ونادي دونكاستر روفرز ونادي سندرلاند ونادي فولهام ونادي لوتون تاون.